# Семенсола
Семенсо́ла (рос. Семенсола, марій. Семонсола) — присілок у складі Сернурського району Марій Ел, Росія. Входить до складу Казанського сільського поселення.

## Населення
Населення — 56 осіб (2010; 54 у 2002).
Національний склад (станом на 2002 рік):
- марі — 89 %